# Skyranger 30
Skyranger 30 — башенная система ПВО малой дальности, разработанная компанией Rheinmetall Air Defence AG (ранее Oerlikon) и впервые представленная в марте 2021 года. Его роль заключается в обеспечении наземных подразделений мобильной системой, способной поражать неподвижные и винтокрылые летательные аппараты, беспилотные летательные аппараты (БПЛА) групп I и II, барражирующие боеприпасы и крылатые ракеты.

## Дизайн
Skyranger 30 имеет ту же общую конфигурацию, что и Skyranger 35 — выносная башня с кольцом башни диаметром 1,414 м, но меньшую массу — 2-2,5 тонны, что позволяет устанавливать ее на более легкие колесные машины 6×6. Турель имеет центральную броневую конструкцию с базовым уровнем защиты 2, которая может быть оснащена дополнительной броней для повышения до уровня 4.
На нем установлена модифицированная версия 30-мм пушки Oerlikon KCA, используемой на истребителе Saab 37 Viggen, под названием KCE. Хотя эффективная дальность стрельбы меньше, чем у Skyranger 35, и составляет 3 км, она имеет более высокую скорострельность — 1200 выстрелов в минуту. Он сохраняет способность подниматься на высоту 85° для борьбы с терминальными пикирующими целями. На вооружении находится 252 готовых снаряда. Орудие стреляет 30-мм фугасным боеприпасом на основе 35-мм AHEAD, содержащим 160 вольфрамовых баллонов весом 1,25 грамма каждый и общей полезной нагрузкой 200 грамм, который программируется по времени при выходе из дула, чтобы раскрыться перед целью и сформировать смертоносный конус.
Дополнительные особенности включают две пусковые установки ROSY (Rapid Obscuring System — Система быстрого затемнения) с девятью многоспектральными дымовыми гранатами каждая, люк в потолке корпуса, позволяющий командиру машины обозревать поле боя снаружи, и коаксиальный пулемет, установленный слева от основного орудия для использования в качестве оружия самообороны.
Благодаря уменьшенному весу системы, башня Skyranger 30 способна интегрировать две ракеты класса «земля-воздух» малой дальности. Могут быть интегрированы ракеты с лазерным или инфракрасным наведением, такие как FIM-92 Stinger или Мистраль, а также SkyKnight. В зависимости от типа, ракеты имеют дальность до 8-9 км, в то время как пушка покрывает пространство под их минимальной дальностью поражения.
Для обнаружения целей в Skyranger 30 используется многофункциональный радар АФАР (МФРА) S-диапазона, разработанный компанией Rheinmetall Italia. Пять плоских антенн, интегрированных вокруг башни, обеспечивают полный охват 360°. Дальность обнаружения МФРА составляет более 20 км для самолета с ЭПР 1 м2, 12 км для парящих вертолетов, 10 км для ракет и 5 км для целей RAM и микро-УАС. Для пассивного обнаружения на машине установлена система FIRST (Fast InfraRed Search and Track — Быстрая инфракрасная система поиска и слежения) компании Rheinmetall, которая оптимизирована для обнаружения всплывающих целей, таких как вертолеты. За идентификацию и сопровождение отвечает компактное устройство слежения за целями, включающее одну тепловизионную камеру MWIR с HD-охлаждением, одну телевизионную камеру Full-HD и два лазерных дальномера, один из которых предназначен для воздушных целей, а другой — для наземных.
В настоящее время рассматриваются дополнительные дополнения, включая системы радиоэлектронной борьбы в виде пассивных локаторов излучателей для перехвата сигналов каналов передачи данных БПЛА, а также радиочастотные глушители для глушения таких каналов, чтобы нейтрализовать БПЛА без использования кинетических средств поражения.
В конце 2021 года компания Rheinmetall представила высокоэнергетический лазер (ВЭЛ) Skyranger 30, предназначенный для повышения способности системы нейтрализовать небольшие цели на большей дальности и при меньших затратах. Начальный уровень мощности составляет 20 кВт, при этом ближайшая цель — увеличить его до 50 кВт, а идеальная цель — до 100 кВт.

## Операторы
- Украина — Украина получила неизвестное количество Skyranger для тестирования в боевых условиях[7].
- Дания — Датская организация оборонных закупок и логистики объявила 16 мая 2023 года, что она выбрала Skyranger 30 для установки на датский Mowag Piranha V для противовоздушной обороны. Тип ракеты малой дальности датских Skyranger пока не определен[8]

### Будущие операторы
- . Германия — Немецкая армия планирует закупить 20-30 систем на автомобилях GTK Boxer[9].
- Великобритания — Британская армия также заинтересована в этой системе, которая будет устанавливаться на боевые машины Боксёр с колесной формулой 8x8. Решение еще не принято — система Skyranger 35 также претендует на британский заказ[2].
- Венгрия — В 2021 году правительство Венгрии подписало меморандум о взаимопонимании о разработке машины ПВО на базе Lynx, использующей башни Skyranger 30 с ракетами Мистраль[2][10].

Шасси Pindad Badak с макетом башни системы Oerlikon Skyranger 30 было показано на выставке и форуме «Оборона Индонезии 2022». Индонезия официально не заявляла о своих планах по приобретению этой системы.